# Либеральная оппозиция в Мьянме
Либеральная оппозиция в Мьянме — оппозиция правящему режиму Мьянмы, представлена политическими силами, объединенными под руководством бывшего премьер-министра правительства Бирмы (1947-56) Такин Ну (У Ну). После переворота 2 марта 1962 года в Бирме начинает складываться оппозиционная коалиция.
В 1970 году, в Бангкоке, был организован объединенный Фронт национального освобождения (ФНО), в состав которого вошли Партия парламентской демократии (основана У Ну в 1969 г.) и некоторые национальные организации — Керенская партия национального единства (КПНЕ) и Партия нового монского государства (ПНМГ). Президиум ФНО Бирманского союза выступил за создание широкой автономии национальных областей, парламентскую демократию и равноправие этнических групп. Затем У Ну вышел из президиума ФНО из-за положения об автономии национальных областей, предусматривающего суверенитет, вплоть до выхода из состава Бирмы. ФНО распался в 1973 году. На его базе в 1974 году был создан Фронт национального единства (ФНЕ), объединивший КПНЕ, ПНМГ, Народную патриотическую партию (НПП). В 1975 году, через год после создания, из ФНЕ выходит НПП, а сам фронт раскололся на Партию единства Бирманского союза, которую возглавил Тин Маун Вин и Антифашистскую партию народного единства, с лидером Хму Ауном, развернувшую партизанскую борьбу с правительством, продолжавшуюся до 28 мая 1980 года, когда властям объявили о сдаче 2,2 тысячи партизан.
Девять национальных организаций Бирмы в конце 1978 года создали Народную лигу свободы, которая приняла декларацию о создании в Бирме Федеративной Республики Мьянма.